# 愛丁堡市天文台

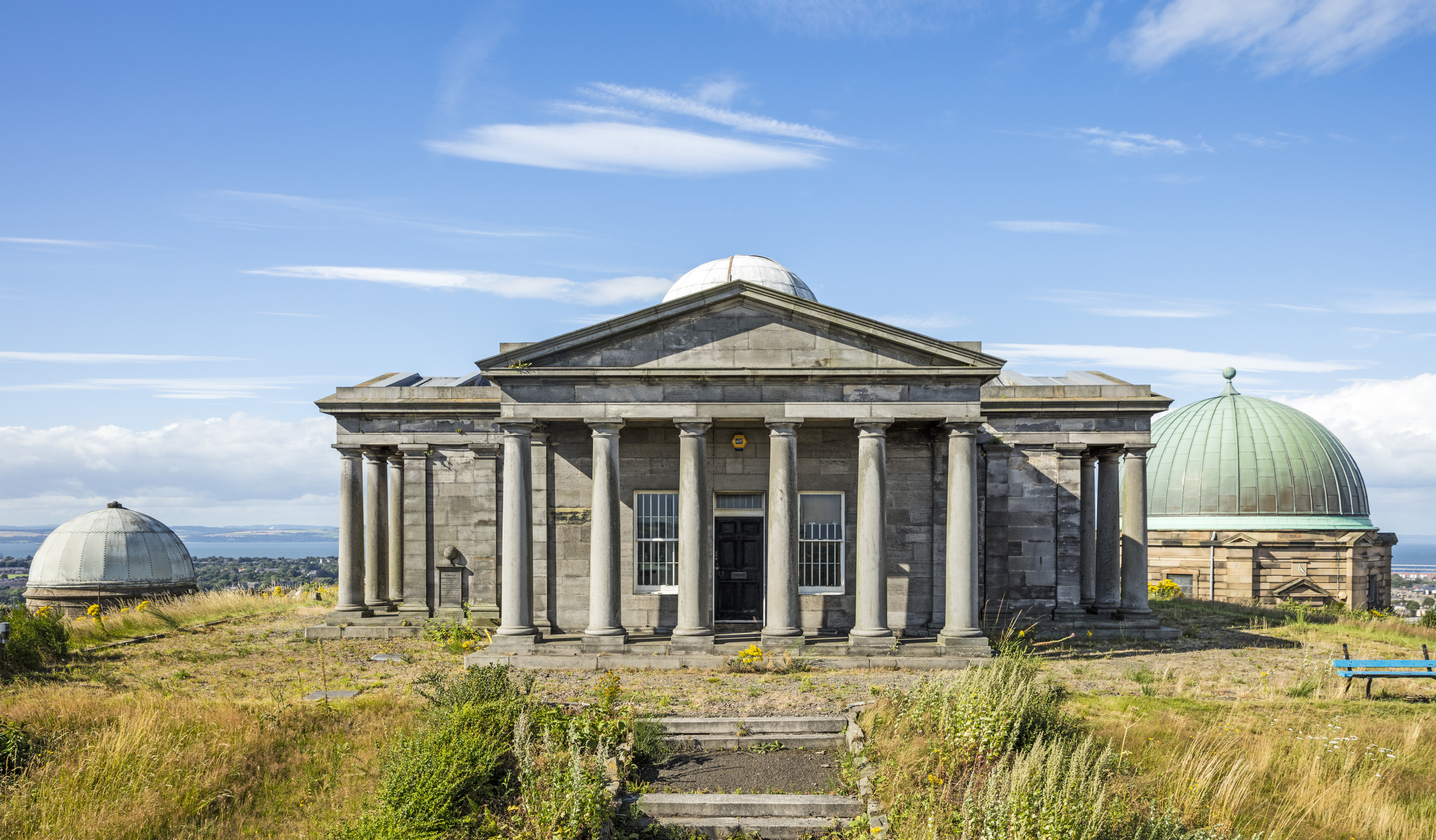

愛丁堡市天文台（英語：City Observatory）是位於蘇格蘭愛丁堡卡爾頓山上的一個天文台，也稱卡爾頓山天文台（Calton Hill Observatory）。天文台始建於1788年。1812年，天文台被轉交給愛丁堡天文機構。19世紀末期，天文台的所有權再從英國國有改為愛丁堡市所有。天文台遂改名為市天文台。現在愛丁堡市政府有機會重新開發天文台。